# Mus saxicola
Mus saxicola é uma espécie de roedor da família Muridae. A espécie pode ser encontrada no Paquistão, Índia e Nepal.